# 항공 스포츠

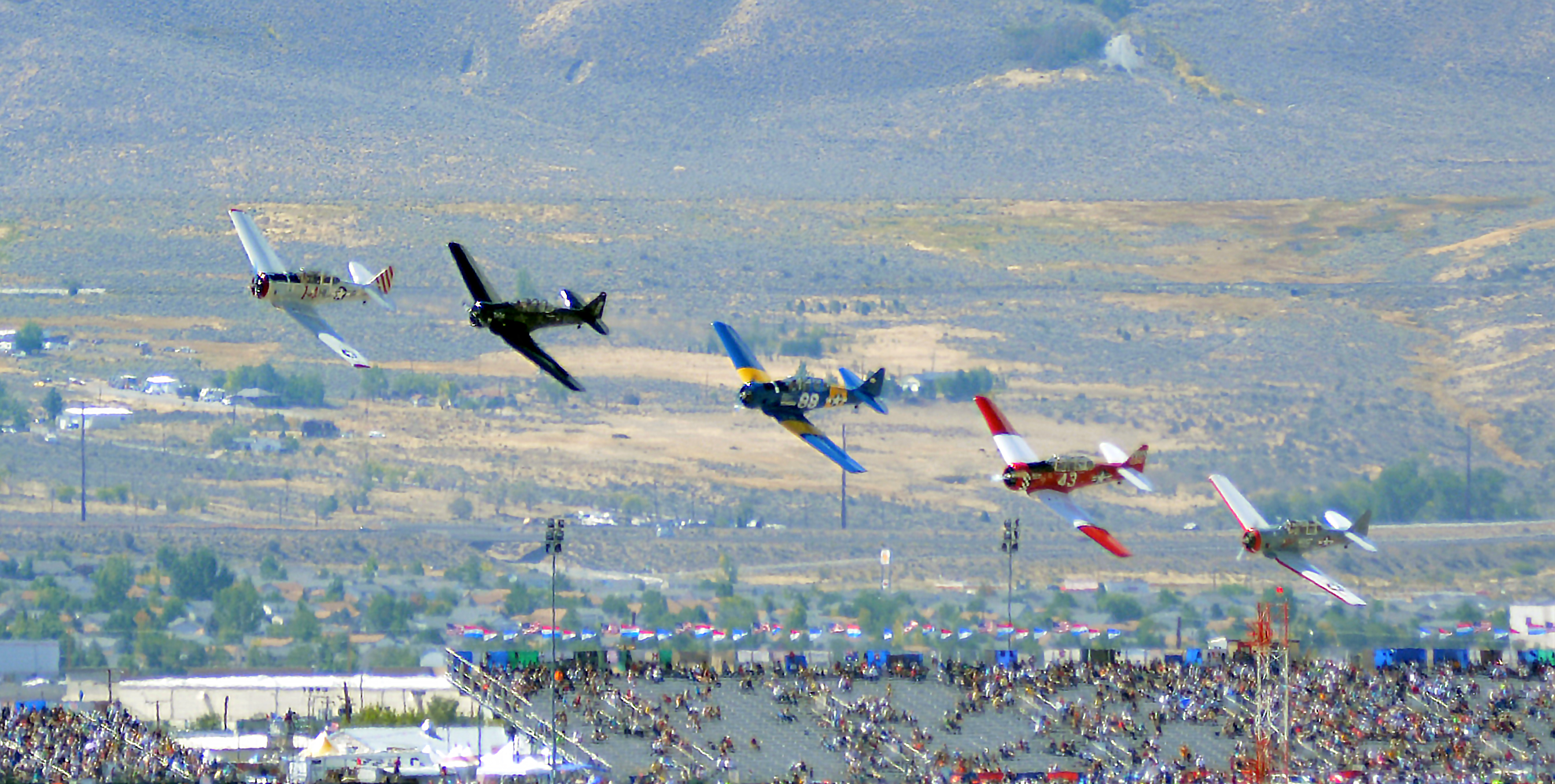

항공 스포츠(航空sports)는 글라이더, 행글라이더, 패러 글라이딩 등 공중 유영을 즐기는 스포츠의 통칭이다.